# Alchemilla westermaieri
Alchemilla westermaieri é uma espécie de rosácea do gênero Alchemilla, pertencente à família Rosaceae.